# Galona pyrrhotricha
Galona pyrrhotricha är en fjärilsart som beskrevs av Karsch 1895. Galona pyrrhotricha ingår i släktet Galona och familjen tandspinnare. Inga underarter finns listade i Catalogue of Life.